# Studánka Tůňka
Studánka Tůňka je volně přístupná studánka v Karlových Varech poblíž Tuhnické cesty vedoucí z městské čtvrti Tuhnice k lesnímu centru Svatý Linhart.

## Popis

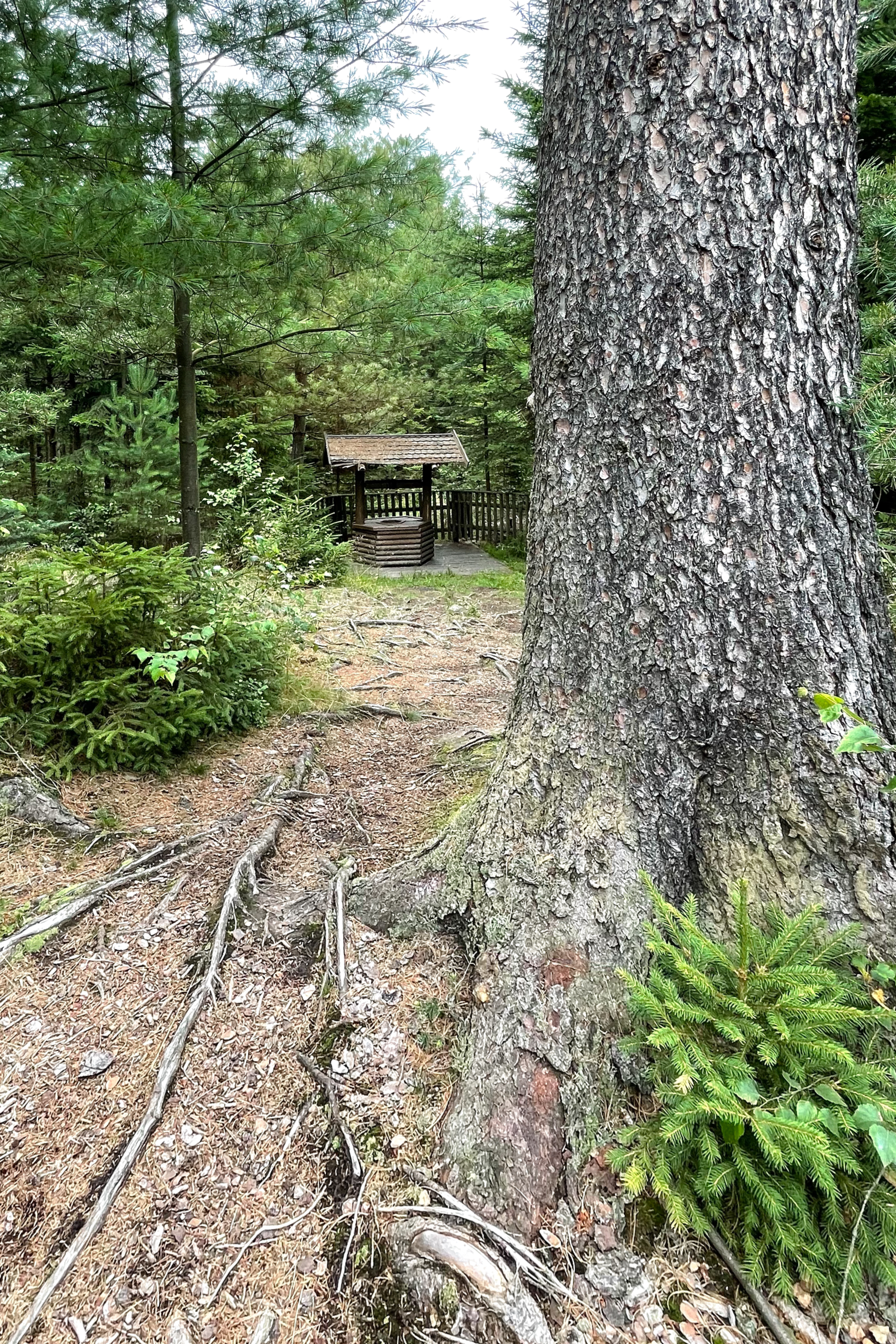
U Tuhnické cesty

Studánka se nachází v karlovarských lázeňských lesích v nadmořské výšce 457 metrů nedaleko Ovčího rybníka. Je dostupná pěšinou při pravé straně Tuhnické cesty, která vede z Tuhnic směrem k Doubí.
Voda není vhodná k pití.
Studánka je udržovaná, o její stav pečuje příspěvková organizace Lázeňské lesy Karlovy Vary.